# Szigeti Gyula István
Szigeti Gyula István (Máramarossziget vagy Visk, 1678. – Nagyenyed, 1740. július 1.) református lelkész, az Erdélyi református egyházkerület püspöke 1737-től haláláig, egyházi író.

## Élete
Szigeti György (1645–1705) református esperes fia. Tanulmányait 1688-ban Szatmárt kezdte és 1693-tól Nagyenyeden folytatta, majd 1704-ben nagybányai rektor lett. 1705-ben külföldre ment és szeptember 3-án az odera-frankfurti egyetemre iratkozott be, az 1707-1708. tanévet pedig a franekeri egyetemen töltötte. Hazájába visszatérve, ismét előbbi állását foglalta el Nagybányán, ahonnét csakhamar lelkésznek ment Szinyérváraljára, majd 1711-ben szatmárnémeti, 1712-ben felsőbányai pap, 1714-ben pedig nagyenyedi tanár lett. Itt 1734-ben az erdélyi egyházkerületnek generális notáriusává választatott, 1737-ben pedig a püspöki hivatalra lépett, ekkor felhagyott a tanári hivatással. 1738-ban annak hírére, hogy II. Rákóczi Ferenc fia, Rákóczi József Törökországból Erdélybe készül betörni, több vezető református egyházi személlyel együtt letartóztatták és minden ok nélkül fogságba hurcolták, s csak 1739. január 15-én nyerte vissza szabadságát.

## Munkái
- Tractatus Theologici De Deo & Atributis Dei... Francofurti ad Viadrum, 1707
- Connexio Operosa, Sive Dissertatio Philosophico-Theologica, De Operationibus Angelorum, sive bonorum, sive malorum, earum naturam & modum ex connexione a Deo in Natura instituta explicans... Franequerae, 1708
- Isten beszédén fundált és annak valóságos igazságához intézetett elmélkedés Vári Krisztina halálára. Kolozsvár, 1716 (Thabera c. többek beszédeivel)
- Oratio éxequialis super funere... Petri Torotzkai... habita in Torotzkó Sz. György 1724. 29. oct. Claudiopoli, 1750 (?)
- Vénségnek ékes koronája. Váradi Köblös János... el-takaríttatásakor... halotti prédikátzio 1733. Sz. György hava 26. Hely és év n.
- Halotti oratio... igaz keresztyen vitéz generalis gróf m.-németi Gyulai Ferentz... Andrásfalván 1730. 23. júl. Kolosvár, 1743

Zoványi még több latin gyászbeszédét említi, de könyvészeti leírásukat nem adja.
Írt gyászverseket a Pápai Páriz Ferenc, gróf Teleki Gábor és Klára halálára.